# Desert Burner
Desert Burner è un videogioco sparatutto a scorrimento pubblicato nel 1985 per ZX Spectrum nella linea economica Sparklers della Creative Sparks, un'etichetta del gruppo britannico Thorn EMI. Si guida una moto su una strada lineare a scorrimento orizzontale su sfondo desertico. I controlli sono limitati ad accelerare e decelerare, saltare per evitare ostacoli sulla carreggiata, e sparare con una mitragliatrice frontale contro elicotteri nemici che sganciano bombe.